# Reino de Limerick
O Reino de Limerick (nórdico antigo: Hlymrekr) foi um pequeno, mas poderoso, enclave hiberno-nórdico na ilha de Irlanda que aparece na crônica do século XII Cogad Gáedel re Gallaib (guerra dos irlandeses contra os estrangeiros) e outros escritos contemporâneos como os Anais dos quatro mestros, Anales de Inisfallen e Anales de Tigernach. A figura principal dos governantes de Limerick no final do século X foi Ivar de Limerick (m. 977), apelidado Ua hÍmair.
Os primeiros registros sobre incursões viquingues em Limerick remontam-se a 845 nos Anais de Ulster, seguido de investidas intermitentes na região ao longo do século IX, sendo vencidos em 887 pelos homens de Connacht. A colonização não foi firme até a chegada de Tomrair mac Ailchi que fundou um assentamento permanente em 922, lançando incursões ao longo da ribeira do rio Shannon, atacando os monastérios e outros lugares de culto cristãos desde Lough Derg até Lough Ree. Dois anos mais tarde, os viquingues de Dublim, ao comando de Gofraid ua Ímair atacaram Limerick, mas foram rechaçados. A guerra contra os viquingues durou até 937 quando os dublineses, agora comandados por Amlaíb mac Gofraid, capturou a Amlaíb Cenncairech e por alguma razão destruiu sua frota. Amlaíb Cenncairech, não foi o primeiro rei viquingue de Limerick já que anteriormente os anais citam a morte de Colla ua Báirid (m. 932), rei de Limerick. A falta de registros sobre batalhas, a interpretação histórica é que Amlaíb mac Gofraid procurou aliança com Amlaíb de Limerick por seu conflito com Athelstan, que desembocou na Batalha de Brunanburh. A década entre 920 e 930 foi o máximo apogeu do poder hiberno-nórdico na Irlanda e sozinho Limerick chegou a rivalizar seriamente com Dublim. Em 937 Olaf Cuaran atacou Limerick ao ver ameaçados os interesses de Dublim pelas investidas de seus rivais e venceu-os em batalha naval em Lough Ree, e impôs a seu primo Aralt mac Sitric como rei de Limerick acabando com aquela situação e permitindo a Olaf dirigir toda sua atenção para Jorvik.
A historiadora Mary Valante interpreta que o domínio comercial em auge dos viquingues de Limerick, bem como sua região e periferia, esteve sujeito à constância de Ivar e as investidas de seu exército de mercenários suaitrech (nórdico antigo: svartleggja ou pernas escuras) em concorrência com o reino de Dublim. Valante realça que o imposto de capitação descrito em Cogad é muito parecido ao que aparece no Lebor na gCeart (livro de direitos) e Leabhar Ua Maine (livro dos Uí Maine) de Dublim. Em qualquer caso o poderio econômico em Munster, à vista dos achados em prata, parece que operava de forma diferente ao comércio dos viquingues de Dublim.
Poul Holm argumenta que os Reinos de Dublim, Limerick e de Waterford, se podem classificar como cidade-Estado, como define Mogens Herman Hansen e o Copenhagen Polis Centre. Não obstante Dublim e Limerick podem-se considerar as “praças maiores” do remanescente territórios escandinavos. Limerick já possuía ruas nos tempos de Ivar, como se reporta em Cogad quando Mathgamain e os Dál gCais construíram a grande fortaleza ou dún depois da vitória na batalha de Sulcoit.
Possivelmente como represália por instigar a traição e morte de Mathgamain mac Cennetig no ano anterior, Ivar e dois de seus filhos, Amlaíb/Olaf (Cuallaid ou "Cão Selvagem") e Dubcenn ("Cabeça Escura"), foram assassinados numa emboscada por Brian Boru em 977 em Scattery Island.
Depois da morte de Ivar, seu filho Aralt mac Ímair, último rei dos estrangeiros de Munster, junto com o remanescente de seu exército, uniu-se a Donnubán mac Cathail contra a ofensiva de Brian Boru e os Dál gCais. Aralt morreu na Batalha de Cathair Cuan (978), o que comportou o definitivo ponto final do poder hiberno-nórdico de Limerick que surpreendentemente se sustentou cinquenta e cinco anos desde a chegada de Tomrair mac Ailchi em 922.

## Veja-se também
- Amlaíb Cenncairech
- Ivar de Limerick
- História de Irlanda
- Longphort